# オスカル・サンチェス
オスカル・カルメロ・サンチェス（Óscar Carmelo Sánchez, 1971年7月16日 - 2007年11月23日）は、ボリビア・コチャバンバ出身のサッカー選手。

## 経歴
2007年に腎臓の一つに悪性腫瘍が見つかり摘出手術を受ける。術後は復帰を果たすも体調の回復が思わしくなく、引退を余儀なくされた。引退後はボリビアの強豪クラブザ・ストロンゲストの監督に就任し、チームは無敗でシーズンを進んだ。2007年10月に健康上の理由で監督を辞任。その1ヶ月後の2007年11月23日に死亡。

## 所属クラブ
- ザ・ストロンゲスト 1991-1996
- CAヒムナシア・イ・エスグリマ・デ・フフイ 1997-1998
- CAインデペンディエンテ 1998-1999
- ザ・ストロンゲスト 2000-2001
- クラブ・ボリバル 2001-2006
- ザ・ストロンゲスト 2007

## 代表歴

### 出場大会
- ボリビア代表
  - 1994 FIFAワールドカップ (グループリーグ敗退)
  - コパ・アメリカ1997出場

### 試合数
- 国際Aマッチ 78試合 6得点（1994年-2006年）[1]

| ボリビア代表 | 国際Aマッチ | 国際Aマッチ |
| 年           | 出場        | 得点        |
| ------------ | ----------- | ----------- |
| 1994         | 4           | 0           |
| 1995         | 5           | 1           |
| 1996         | 16          | 1           |
| 1997         | 16          | 2           |
| 1998         | 0           | 0           |
| 1999         | 8           | 1           |
| 2000         | 7           | 0           |
| 2001         | 3           | 0           |
| 2002         | 4           | 0           |
| 2003         | 6           | 0           |
| 2004         | 6           | 0           |
| 2005         | 2           | 0           |
| 2006         | 1           | 1           |
| 通算         | 78          | 6           |